# Mayam Mahmoud
Mayam Mahmoud (n. ¿1995?) es una escritora, rapera y activista egipcia. Se dio a conocer en el concurso de talentos Arabs Got Talent en octubre de 2013, donde alcanzó la semifinal antes de tener que salir del concurso por la votación del público. A pesar de todo, Mayam sigue cantando a su público como la primera rapera con velo. Sus canciones abordan los temas de defensa de los derechos de las mujeres, condenando los problemas de abuso sexual permanente en Egipto. En 2018, Mahmoud recibió en Londres el galardón de Index on Censorship en la categoría de arte.

## Trayectoria y vida personal
Mahmoud empezó a rapear a la edad de diez años después de que su madre la introdujera en el mundo de la poesía. Como consecuencia, cuando se enfrentó con el primer problema en la escuela, decidió dar un ritmo rápido que describió cómo actúan los profesores ante los estudiantes, sus leyes y todo empezó de aquel entonces. Su familia siempre la ha apoyado, pero no tenía ninguna certeza de que la música fuera un ámbito conveniente para una chica, particularmente en el caso del hip hop, en un tiempo en el que dicha música estaba dominada por los varones. A medida que siguió desarrollándose en el rap, su familia mostró un mayor interés por su talento, y al poco tiempo le permitió ir a grabar su primera pieza musical en Alejandría (Egipto).
Mayam fue reconocida a los 18 años al poco tiempo de su participación en el concurso de talentos Arabs Got Talent y se hizo famosa en el mundo del espectáculo como la primera rapera con hiyab.
La joven se matriculó en Ciencias Políticas y Sociales. Asimismo iba compartiendo muchas historias con las mujeres en torno a la discriminación social que sufren las mujeres.
En 2013, Mayam Mahmoud creó un evento en Facebook llamado «Carnaval de la Libertad» que supuso una oportunidad para los usuarios para escribir acerca de aquellas actividades cotidianas que se consideran tabú en la cultura egipcia. El evento tenía como objetivo ayudar a las mujeres a que hablasen por sí mismas con libertad, sin ser juzgadas por ello.
En marzo de 2014, sus esfuerzos fueron reconocidos en la gala de Premios a la Libertad de Expresión de Index on Censorship, celebrada en Londres, donde recibió el premio en la categoría de Arte. Durante la ceremonia, Mahmoud interpretó una de sus canciones ataviada con un vestido que mostraba apoyo a las mujeres, tanto en imágenes como en forma escrita.
Mayam Mahmoud ha seguido rapeando y luchando por los derechos de las mujeres, a pesar de algunos obstáculos a los que se ha enfrentado. Según dice, “La gente cree que las chicas en este ámbito son de mala moral. Es sabido que cuando una chica trata de grabar una pieza, será una sola chica en el estudio con un montón de chicos durante mucho tiempo. Así que es difícil encontrar a alguien que trabaje con ella, que cree un ritmo, que masterice la pista.” La religión no constituye ningún obstáculo para ella: llevar velo es su elección personal. También dijo: “Si prefiero añadir algo nuevo en mi vida, en primer lugar, debe encajarse a mis convicciones personales”.

## Influencia social
Mayam Mahmoud se convirtió en un ícono en un momento en el que la escena política en Egipto estaba entre dos fuegos. La “Primavera Árabe” tuvo un gran impacto tanto en el ámbito político como en el social de Egipto y creó una movilización social entre los jóvenes, siendo Mayam Mahmoud un ejemplo prominente de ello.
En la cultura egipcia, es habitual que la música que se desvíe de la norma reciba una avalancha de críticas. A este respecto, Mahmoud se enfrentó a una mezcla de opiniones positivas y negativas por su trabajo. Algunas, cargadas de indignación, la acusaban de ensuciar la imagen del islam, mientras que sus seguidores sintieron una profunda conexión con sus canciones y la apoyaron en sus publicaciones en Facebook.
Como mujer rapera, Mayam desea que su éxito pueda influir en las mujeres, particularmente en Egipto, y animarlas a desafiar las costumbres y los prejuicios patriarcales. De acuerdo con Mahmoud, “Según un sondeo de las Naciones Unidas publicado en abril, el 99,3% de las mujeres egipcias han sufrido acoso sexual, haciendo que el 91% tenga miedo en la calle” y "Cada vez que guardamos silencio sobre nuestros derechos, agrandamos el problema. La razón por la que el acoso es peor aqui en comparación con tantos otros lugares quizá sea nuestra elección de guardar silencio sobre nuestros derechos, que les alienta a hacer más y más".